# Ден, Владимир Эдуардович
Владимир Эдуардович Ден (иногда — Дэн) (нем. Wladimir Alexander Ludwig von Dehn; 1867—1933) — русский и советский экономико-географ и статистик.

## Биография
Родился 15 декабря 1867 года в семье немецкого происхождения; род Ден (Daehn, Dehn) был известен в Ревеле с середины XVII века, Владимир Эдуардович происходил из его младшей ветви. Его отец, генерал-лейтенант Эдуард Александрович Ден (1828—1894) с 1868 года командовал 3-м гренадерским Перновским полком, а с 1877 по 1885 годы — 1-й бригадой 1-й гренадерской дивизии.
В 1890 году окончил юридический факультет Московского университета, затем два года стажировался в Германии.
В 1894 году сдал экзамены по политэкономии, статистике и финансовому праву в Московском университете и получил степень магистра.
Два года служил в Санкт-Петербурге в Министерстве финансов, а затем снова переехал в Москву, где преподавал коммерческую географию и историю торговли в Александровском коммерческом училище. В 1898 году стал доцентом Московского университета, где читал курсы «Хозяйственная история России XIX века» и «Формы хозяйства в их историческом развитии».
После защиты в 1902 году магистерской диссертации на тему «Население России в пятой ревизии» В. Э. Ден был избран профессором экономического отделения Политехнического института, где в том же году основал первую в стране кафедру экономической географии и возглавлял её до 1931 года. В 1917—1921 годах был деканом экономического факультета. Также в 1918—1929 годах возглавлял кафедру экономической географии (до 1925 года в составе Географического института, а с 1925 — географического факультета Ленинградского университета). Автор первого учебника по экономической географии для вузов (1924).

## Научная школа В. Э. Дена
Созданная Владимиром Деном в Петербурге научная школа получила название «отраслево-статистической» и оперировала количественными статистическими методами анализа размещения и функционирования экономических объектов. Задачей изучения территории Ден и его ученики считали определения степени оптимальности её условий для развития тех или иных отраслей. Таким образом, Ден был сторонником отраслевого подхода к географическому исследованию.
На протяжении 1920-х годов имела место полемика между отраслево-статистической школой В. Э. Дена и сторонниками «районного подхода» (С. В. Бернштейн-Коган, Н. Н. Баранский, А. А. Григорьев и др.). Имея поддержку высокопоставленных соратников по революционной борьбе, в 1929 году Н. Н. Баранский нанёс мощный удар по учению В. Э. Дена на Всероссийском совещании по географии. Московские географы поставили ему в вину отрыв исследований хозяйственного развития от географической среды. В том же году было заблокировано избрание Владимира Эдуардовича Дена в члены Академии наук.
Скончался 27 декабря 1933 года в Ленинграде.

### Репрессии против школы Дена в 1930-х
С начала 1930-х годов начался планомерный разгром созданного Владимиром Деном научного направления. Его преемник на посту заведующего кафедрой экономической географии Генрих Мёбус после вызова на допрос покончил с собой (1931). После этого на должность заведующего созданной Деном кафедры был назначен М. П. Богданчиков, ранее бывший преподавателем военного вуза. Книги Дена перестали издаваться и переиздаваться, а его взгляды были объявлены ошибочными и вредными для науки как «дискредитирующие идеи социалистического строительства».
В написанной в 1935 году докладной записке УНКВД (текст) школа Дена подозревается в потворствовании антисоветской деятельности: 

Школа Дена, не имеющая формально выраженной целеустремленности и занятая лишь «подбором фактического материала», так «подбирает» его, что дает повод для антисоветских построений.
Сын учёного Н. В. Ден был арестован по сфабрикованному делу (вскоре дело было прекращено, а Н. В. Ден освобожден). В начале 1930-х был репрессирован другой видный экономист, бывший ученик и коллега Дена по Политеху С. В. Бернштейн-Коган, некогда состоявший с ним в научной полемике. Чуть позже был осужден и расстрелян другой ученик Дена экономист Леонид Юровский. В это же время подвергались гонениям и представители других «немарксистских» направлений экономической географии (В. П. Семенов-Тян-Шанский, А. А. Рыбников и др.)
Ряд последователей Дена были либо отстранены от научной работы (Марк Вольф), либо вынуждены отказаться от прежних взглядов (Вениамин Клупт, Виктор Штейн, Александр Брейтерман, Григорий Невельштейн). Первая публикация о Владимире Дене после 1930-х появилась только в 1949 году, однако его книги больше никогда не переиздавались, а вклад в науку замалчивался. В 1990-е годы он официально был признан одним из ведущих отечественных экономикогеографов.